# Марк Порцій Катон Салоніан Старший
Марк Порцій Катон Салоніан Старший (*Marcus Porcius Cato Salonianus, бл. 154 до н. е. — бл.115 до н. е.) — політичний діяч, красномовець часів Римської республіки.

## Життєпис
Походив з роду нобілів Порціїв Катонів. Син Марка Порція Катона, консула 195 року до н. е., цензор 184 року до н. е. Його матір'ю була Салонія, донька вільновідвищенника Марка Порція Катона. Народився в Римі близько 154 року до н. е. На честь своєї матері отримав агномен «Салоніан».
У 149 році до н. е. втратив батька. Виховувався матір'ю. Здобув гарну освіту, виявивши хист до красномовства. У своїй політичній діяльності виявляв обережність, підтримуючи переважно оптиматів. Близько 115 року до н. е. обирається претором. Помер під час каденції.

## Родина
- Порція Катона, дружина Луція Доміція Агенобарба, консула 94 року до н. е.
- Марк Порцій Катон Салоніан Молодший, народний трибун 99 року до н. е.
- Луцій Порцій Катон, консул 89 року до н. е.